# Nationale Kleinbahngesellschaft

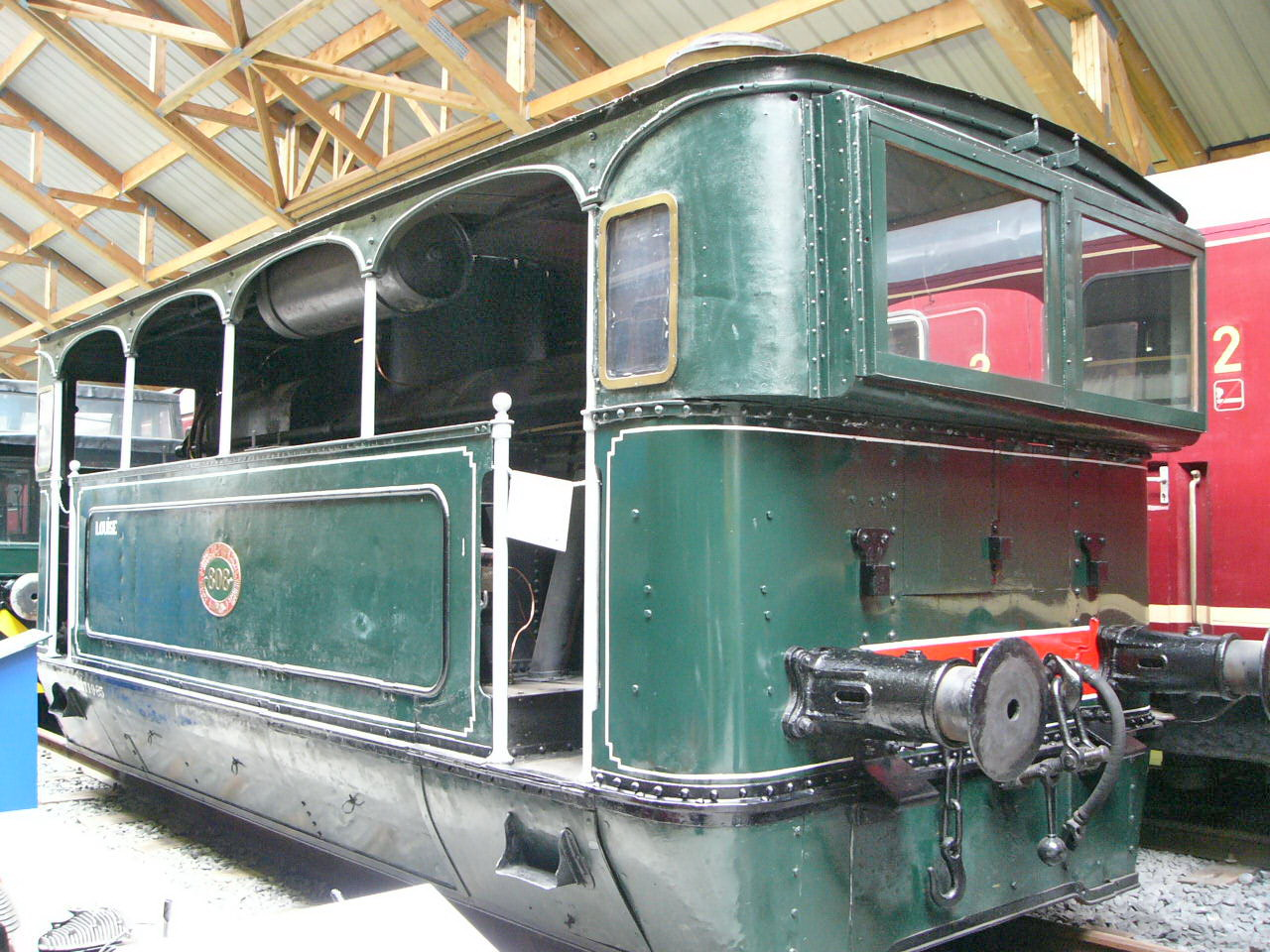
Dampfstraßenbahnlok der NKG/NMVB/SNCV aus dem Jahr 1894

Die Nationale Kleinbahngesellschaft (NKG), Nationale Maatschappij van Buurtspoorwegen (NMVB, niederländisch) bzw. Société nationale des chemins de fer vicinaux (SNCV, französisch) war eine staatliche Gesellschaft, die in Belgien Schmalspurbahnen, Straßenbahnen und Autobuslinien betrieb.

## Geschichte

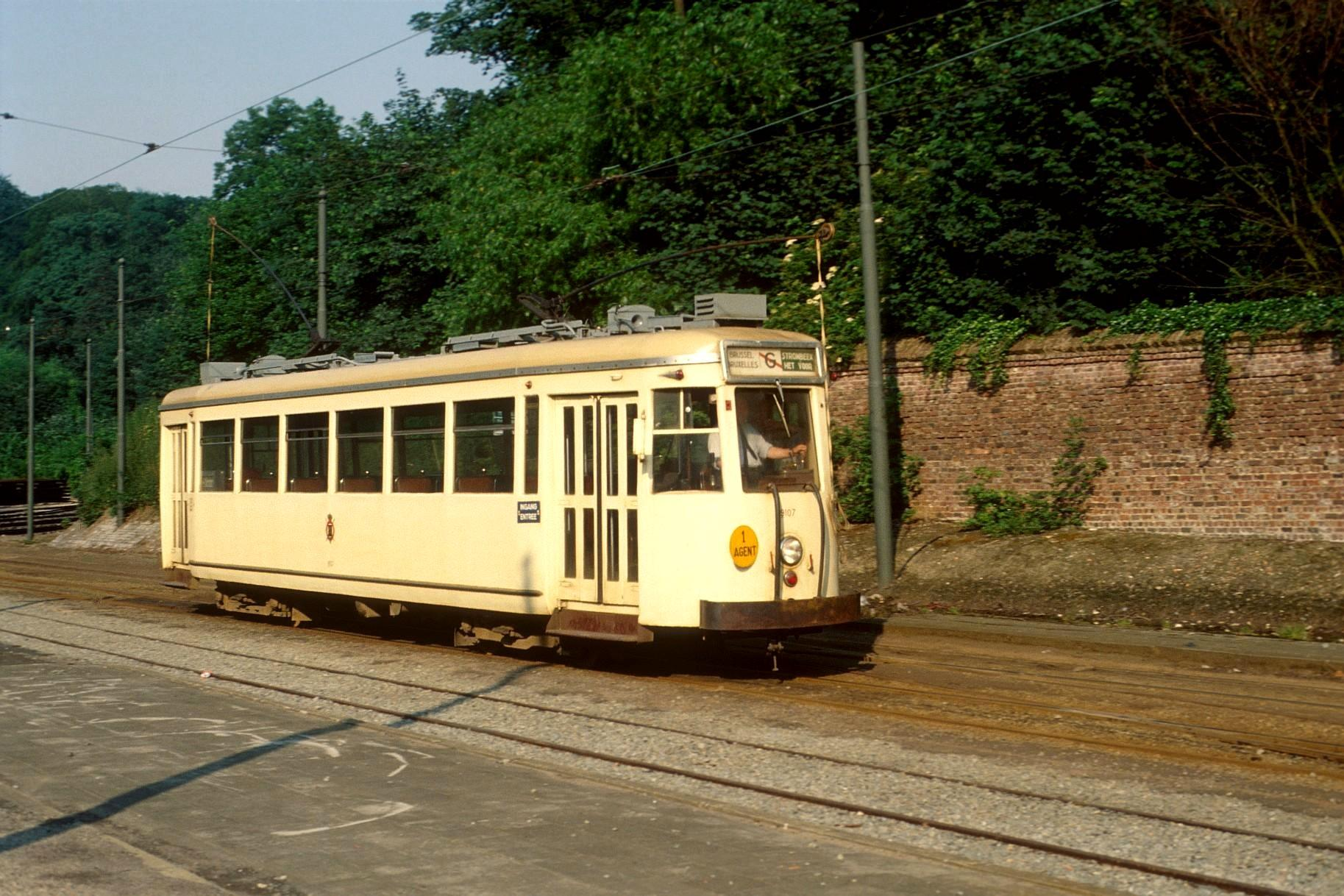
NKG/NMVB/SNCV-Triebwagen des Typs S, 1977 im Einsatz auf der gestrichenen Linie G in Brüssel

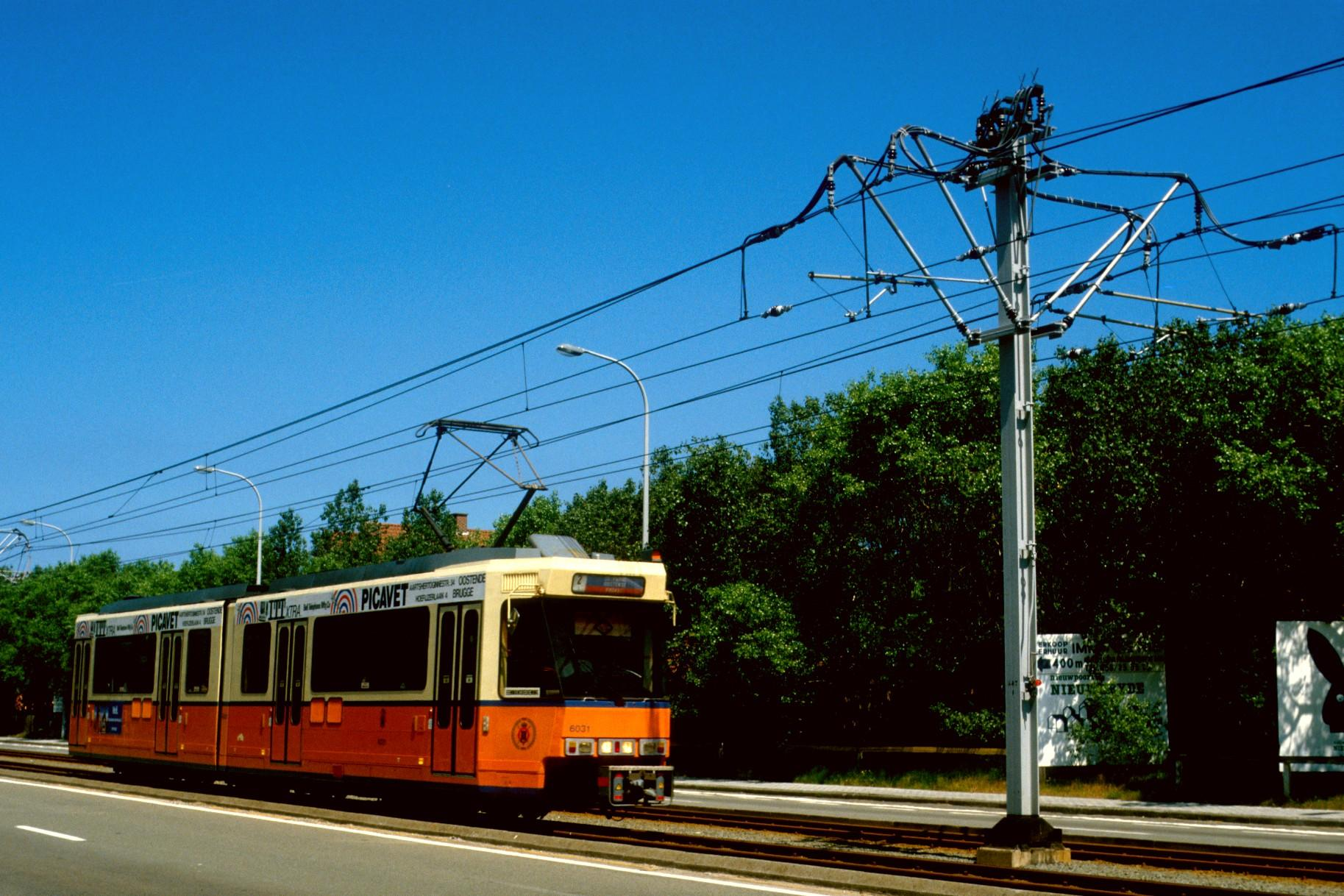
Gelenktriebwagen in der letzten NKG/NMVB/SNCV-Farbgebung 1986 auf der Kusttram

### Anfangszeit
Die NKG wurde 1884 gegründet. Sie hatte zur Aufgabe, die Regionen Belgiens mit öffentlichen Verkehrsmitteln zu erschließen, die nicht von der Staatsbahn erreicht wurden. Im Jahr 1885 eröffnete sie die erste Strecke zwischen Ostende und Nieuwpoort. Diese Strecke ist heute noch als Teil der Küstenstraßenbahn in Betrieb. Die Bahnstrecken wurden als Schmalspurstrecken mit der Spurweite 1000 mm erbaut und lagen meist eingleisig in Seitenlage von bestehenden Straßen. Sie wurden anfangs mit Dampflokomotiven betrieben, ab 1894 wurden die ersten Strecken elektrifiziert. Im Jahr 1910 betrug die Streckenlänge des gesamten Netzes bereits 3786 km. Der absolute Höhepunkt wurde im Jahr 1925 mit 5200 km Streckenlänge erreicht.

### Niedergang des Schienenverkehrs
Mit der Konkurrenz des Autobusses begann der Niedergang des Schienenverkehrs. Auch das veraltete Wagenmaterial und die mit dem aufkommenden Autoverkehr zunehmend ungünstige Lage vieler Strecken beschleunigten die Stilllegungen. Die Streckenlänge sank von über 4250 km im Jahr 1950 auf 978 km im Jahr 1960. Nach der Stilllegung des Netzes nördlich von Brüssel im Jahr 1978 verblieben lediglich die Linie an der Nordseeküste sowie ein Netz um die Industriestadt Charleroi.
Im Jahr 1977 wurden die nationalen Autobuslinien, die bisher von der Staatsbahn NMBS/SNCB betrieben wurden, an die NKG übergeben.

### Aufspaltung und Ende
Im Jahr 1991 wurde die NKG entlang der Grenze der beiden Regionen Flandern und Wallonie aufgeteilt. In Flandern entstand der neue Verkehrsbetrieb De Lijn. Dieser übernahm die Küstenstraßenbahn und die Autobuslinien in Flandern von der NKG und zudem die bisher städtischen Straßenbahnnetze in Antwerpen und Gent. In Wallonien entstand der Verkehrsbetrieb TEC. Dieser betreibt seitdem die Metro in Charleroi sowie die wallonischen Autobuslinien. Die dritte Region Belgiens, die zweisprachige Hauptstadtregion Brüssel, wird seitdem – außer von der MIVB/STIB, dem eigenen Verkehrsbetrieb der Region – sowohl vom flämischen De Lijn wie auch vom wallonischen TEC mitbedient.

## Elektrifizierte Netze
Durch die Elektrifizierung der wichtigsten Strecken entstanden mehrere, teilweise miteinander verbundene Straßenbahnnetze. Diese wurden unabhängig von den städtischen Straßenbahnen (in Brüssel, Antwerpen, Gent, Charleroi, Lüttich und Verviers) betrieben. Diese Netze wurden nach dem Zweiten Weltkrieg sukzessive stillgelegt:
- Eupen: 1957
- Provinz Limburg: 1958
- Gent: 1959
- Lüttich: 1961
- Löwen: 1962
- Kortrijk: 1963
- Namur: 1963
- Antwerpen: 1968
- Mons: 1973
- Brüssel: 1978

Damit verbleiben heute als Überreste des einstigen SNCV-Netzes lediglich:
- Die Kusttram, die Strecke entlang der Nordseeküste zwischen Knokke und De Panne.
- Die Strecken, die in der Metro Charleroi aufgingen. Der Großteil des Metro-Netzes besteht aus ab 1976 errichteten Neubaustrecken. Als einzige ursprüngliche SNCV-Strecke wird im Personenverkehr nur noch eine ca. 3 km lange Strecke in Anderlues, einem westlichen Vorort von Charleroi, betrieben.

## Museales Erbe
Verschiedene Museen in Belgien besitzen Schienenfahrzeuge der SNCV, unter anderem das Verkehrsmuseum Lüttich in Lüttich.
- Als Museumsbahn betrieben werden die Strecke Lobbes – Thuin bzw. dazugehörend, aber nicht elektrifiziert, Thuin – Biesme-sous-Thuin westlich von Charleroi mit Straßenbahnen bzw. Dieselfahrzeugen sowie
- die Tramway Touristique de l’Aisne zwischen Érezée und Lamorménil in den Ardennen mit Dieselfahrzeugen.
- Die ebenfalls ursprünglich zum Netz der SNCV gehörende Straßenbahn Han wird zur Erschließung der Höhle von Han-sur-Lesse ebenfalls im touristischen Verkehr betrieben.